# Качулата еления
Качулатата еления (Elaenia cristata) е вид птица от семейство Tyrannidae.

## Разпространение
Видът е разпространен в Боливия, Бразилия, Венецуела, Гвиана, Колумбия, Перу, Суринам и Френска Гвиана.